# Bundesstraße 131n
Pour les articles homonymes, voir Route 131.
La Bundesstraße 131n est un projet de Bundesstraße dans le Land de Bavière.

## Géographie
La Bundesstraße 131n doit être la liaison entre la Bundesautobahn 7 près de Dinkelsbühl et l'A 9 près de Greding. Elle est censés traverser le parc naturel de la vallée de l'Altmühl. À Gunzenhausen, l'itinéraire doit se connecter à la B 13 existante vers Ellingen, qui fut modernisée avec des contournements appropriés.

## Histoire
L'idée de cette connexion routière est née en 2000 pour améliorer le développement de la région des lacs de Franconie dans l'arrondissement de Weißenburg-Gunzenhausen, un arrondissement sans connexion autoroutière.
En 2005, le département franconien demande au ministère bavarois de l'Intérieur une étude de transport pour le tronçon supplémentaire de l'A 7 près de Dinkelsbühl à Gunzenhausen ainsi qu'une étude d'impact environnemental pour le tronçon Gunzenhausen-Greding. Les deux demandes sont rejetées par le gouvernement fédéral au motif que les résultats des enquêtes seraient dépassés au moment où les projets de construction seraient effectivement mis en œuvre. En novembre 2006, cependant, on décide de réaliser l'étude de compatibilité environnementale et donc de préciser le tracé.
Le tronçon allant de la B 13 près de Gunzenhausen à l'A 9 près de Greding est inclus dans le plan fédéral d'infrastructure de transport 2003 en tant que route de "besoins supplémentaires". Dans le projet du plan fédéral d'infrastructure de transport 2030, il a la classification "Autres besoins avec droits de planification". En 2016, la Bundesstraße est rétrogradée au niveau le plus bas du plan de circulation fédéral, ce qui rend peu probable sa réalisation à long terme.

## Source
- (de) Cet article est partiellement ou en totalité issu de l’article de Wikipédia en allemand intitulé « Bundesstraße 131n » (voir la liste des auteurs).